# Partido Democrático (Japão)
O Partido Democrático do Japão foi um partido político de centro-esquerda. Foi o maior partido político da oposição no Japão a partir de 2016 até a sua marginalização na Câmara dos Deputados em 2017. O partido foi fundado em 27 de março de 2016 a partir da fusão do Partido Democrático do Japão e do Partido da Inovação do Japão.
Em 7 de maio de 2018 o partido foi extinto, depois de uma fusão com o Partido da Esperança [en], para formar o Partido Democrático para o Povo.